# Habitatges al passeig Canalies (Sant Joan Despí)
Els Habitatges al passeig Canalies és una obra de Sant Joan Despí (Baix Llobregat) inclosa a l'Inventari del Patrimoni Arquitectònic de Catalunya.

## Descripció
Carrer edificat, en les seva gran part, per Josep Maria Jujol. Consta de quatre o cinc cases, totes elles entre mitgeres. Són de planta baixa i soterrani degut al desnivell que hi ha des del carrer fins als jardins o horts que hi ha a la part posterior de cada casa. Edificis sense res a destacar. Com a mínim s'ha pogut constatar que la primera i la darrera són de l'arquitecte esmentat. Però queda per saber sobre la resta.

## Història
Les peticions de les llicències d'obres municipals les van fer Josep Pey i Vives, amb data del 9-02-1925; i Josep Maria Jujol, amb data, també, de 1925.